# Catherine Mary Stewart
Catherine Mary Stewart (Edmonton, 22 de abril de 1959) es una actriz canadiense de cine y televisión, reconocida por sus papeles dramáticos y cómicos.

## Biografía
En 1983 se casó con John Findlater, pero el matrimonio se terminó en 1985.
En 1992 se casó con Richard Allerton, la pareja le dio la bienvenida a su primera hija Hanna María Allerton el 27 de julio de 1993 y a su primer hijo, Connor McKay Allerton el 29 de julio de 1996.

## Carrera
Catherine Mary Stewart ha abarcado una larga carrera durante un período de 30 años, y más de 50 diferentes producciones en cine, teatro y televisión, tanto en Inglaterra, Canadá como en los Estados Unidos.
Estaba viviendo en Londres en donde estudiaba danza, actuación y canto, cuando fue elegida en su primer papel profesional como actriz protagonista en el musical de rock The Apple, que fue seleccionado para inaugurar el Festival de Cine Mundial de Montreal en 1980.
Debutó en 1980 con las películas Powder Heads como Belinda y en La manzana como Bibi.
Stewart viajó a Los Ángeles en 1981 y poco después en 1982 consiguió un puesto en la popular serie Days of Our Lives, donde interpretó a Kayla Brady hasta 1983.
En 1981 vino Halcones de la noche y en 1982 como una chica surfista en The Beach Girls.
En 1983 hizo el papel de Carol en Un asesino en la familia.
En 1984 obtuvo el papel principal de "Maggie Gordon" en la película Starfighter: la aventura comienza.
Ese mismo año participó en los films Urge matar, donde interpretó el papel de Lisa Nolen, y Night of the Comet donde dio vida a Regina.
En 1985 actuó en Sin vergüenza como Bunny Miller y Midas Valley como Betsy.
Luego de que estuviera en Annihilator en 1986, Catherine hizo las películas Dudes y Nightflyers, la nave viviente.
En 1989 actuó en Pasión en el paraíso y Juventud audaz. En ese mismo año se hizo reconocida por su papel protagónico femenino  en Fin de semana de locura (Weekend at Bernie's) como Gwen Saunders.
En 1990 trabajó en Project: Tin Men  y en Follow Your Heart  como katy.Dos años más tarde vinieron Cafe Romeo  y The Witches of Eastwick.
En 1993 hizo Ordeal in the Arctic y El lobo de mar.
En 1995 vino Number One Fan  como Holly Newman y La sombra del pasado como Annie Carver.
En 2007 volvió con The Girl Next Door, El secreto de mi hija y Liquidador.
En el 2010 se destacó por varias interpretaciones en películas como Rising Stars, Class y Un ángel en la nieve.

## Filmografía
1989 Este muerto está muy vivo

## Televisión
En televisión protagonizó numerosas producciones en las que se encuentran:
- Mr. Merlin (1982)... Daisy Willis
- Days of Our Lives (1982-1983)... Kayla Brady
- El coche fantástico (1983)... Lisa Martinson
- Hotel (1985)... Lynn Valli
- Mujeres de Hollywood (1985)... Angel Hudson
- Pecados (1986)... Helene Junot
- Alfred Hitchcock presenta (1987)... Rachel Jenkins
- Hearts Are Wild (1992)... Kyle Hubbard
- The Guiding Light (2002)... Naomi
- Ladrón de guante blanco (2012)... Judge[2]